# Новый театр (Владивосток)
Новый театр — здание театра во Владивостоке. Построено в 1918—1924 годах. Автор проекта — А.М. Булгаков. Историческое здание по адресу улица Петра Великого, 8 сегодня является объектом культурного наследия Российской Федерации.

## История
Здание построено в 1918—1924 годах, по проекту архитектора А.М. Булгакова и являлось первым на Дальнем Востоке строением, выполненным из монолитного железобетона. Первоначально в здании расположился «Новый театр». Позже — кинотеатр «Арс». 1 августа 1924 года в его стенах состоялась премьера фильма «Красные дьяволята» во Владивостоке. На площадке Нового театра успешно проводились театральные постановки, бенефисы и сеансы кинематографа. В июне—июле 1924 года он именовался Театром союза Рабиса (Профсоюза работников искусств). В первые годы существования кинотеатра в его стенах показывали иностранные картины из Германии, США, Франции, а также дореволюционные фильмы. Уже с конца 1924 года на экране «Арса» стали демонстрироваться картины недавно созданных киностудий союзных республик: «Легенда о девичьей башне» (Азербайджан), «Сурамская крепость» (Грузия), «Лесная быль» (Белоруссия), «Шор и Шошор» (Армения). В 1935-м году кинотеатр переоборудовали под звуковое кино. 13 октября 1947 года решением Президиума горисполкома города Владивостока, в честь 25-й годовщины освобождения края от белогвардейцев и интервентов, кинотеатр «Арс» был переименовали  в «Приморье». С 1988 года, в здании располагается Приморский краевой театр кукол.   

## Архитектура
Здание двух- трёхэтажное, прямоугольное в плане, стоит на высоком цоколе, с аттиком и плоской карнизной плитой большого выноса. В здании размещён двухъярусный театральный зал на 800 мест, также фойе, кулуары, подсобные помещения. Композиция фасада основана на сочетании гладкой плоскости стены, прорезанной прямоугольными проёмами без излишней детализации, объединёнными в горизонтальную полосу на верхнем этаже, и как бы наложенного на стену декора в виде плоских и полукруглых пилястр с ионическими капителями, скульптурных рельефов и лепнины на фризе, выполненных по мотивам романтического модерна. Симметричность решения, упрощённость архитектурных форм придают зданию некоторую сухость и жёсткость.            